# Нанагры
Нанагры — посёлок железнодорожной станции в Могочинском районе Забайкальского края России. Входит в состав сельского поселения «Сбегинское».

## География
Посёлок находится в юго-западной части района, на правом берегу реки Белый Урюм, на расстоянии примерно 111 километров (по прямой) к юго-западу от города Могоча. Абсолютная высота — 514 метров над уровнем моря.
Климат
Климат характеризуется как резко континентальный, с морозной продолжительной зимой и коротким относительно тёплым летом. Средняя температура самого тёплого месяца (июля) составляет 14 — 18 °С (абсолютный максимум — 37 °С). Средняя температура самого холодного месяца (января) — −28 — −32 °С (абсолютный минимум — −53 °С). Годовое количество осадков — 400—600 мм.

## История
Основан в 1908 году при строительстве Западно-Амурской железной дороги.

## Население
| 1989 | 2002 | 2010 | 2021 |
| ---- | ---- | ---- | ---- |
| 109  | ↘80  | ↘65  | ↘47  |

Половой состав
По данным Всероссийской переписи населения 2010 года в гендерной структуре населения мужчины составляли 53,8 %, женщины — соответственно 46,2 %.
Национальный состав
Согласно результатам переписи 2002 года, в национальной структуре населения русские составляли 99 % из 80 чел.

## Улицы
Уличная сеть посёлка состоит из одной улицы (ул. Железнодорожная).